# Corrispondenza di Voltaire

Voltaire, raffigurato su un francobollo francese del 1998, scrive lettere con entrambe le mani: simbolo della grafomania dell'illuminista.

La corrispondenza di Voltaire è voluminosa e abbraccia un periodo di oltre 70 anni. L'epistolario volterriano pubblicato comprende 21.222 lettere da e per Voltaire. Tra i circa 1.800 corrispondenti figurano sovrani come Federico il Grande, l'imperatrice Caterina la Grande e famosi illuministi come gli enciclopedisti Diderot e d'Alembert.
I 51 volumi dell'edizione cosiddetta “definitiva” (D) della corrispondenza volterriana curata da Theodore Besterman ora fanno parte delle Œuvres complètes de Voltaire (OCV, volumi 85-135). Le citazioni si fanno indicando il numero della lettera preceduto dal carattere D. Tutte le 21.222 lettere (D1, 1704 – D21221, 1778) delle edizioni stampate Besterman/OCV, in ordine cronologico, sono disponibili in formato digitale  a pagamento su Electronic Enlightenment (EE), iniziato nel 2008 dalla Biblioteca Bodleiana. Questi documenti possono essere ricercati secondo vari criteri, copiati e stampati.
Theodore Besterman e il filologo inglese Nicholas Cronk, direttore de la Voltaire Foundation ed editore delle Œuvres complètes de Voltaire (OCV), descrivono l'epistolario di Voltaire come il suo capolavoro.
La digitalizzazione di questo vasto corpus apre nuove opportunità di ricerca ai filologi, prima inimmaginabili. Gli studiosi possono ora esplorare più facilmente la corrispondenza, analizzare le interazioni tra Voltaire e i suoi contemporanei, e comprendere meglio il contesto culturale e storico in cui operava.

## Contenuto e Importanza
Le lettere di Voltaire offrono un'ampia finestra sulle idee e sugli avvenimenti del XVIII secolo, un periodo cruciale per l'Illuminismo europeo. Nelle sue missive, Voltaire discute temi filosofici, letterari e scientifici, oltre a fornire commenti su eventi politici e sociali del suo tempo. Questa corrispondenza non solo illumina il pensiero e il carattere di Voltaire, ma rappresenta anche un importante documento storico che testimonia le relazioni tra intellettuali e le dinamiche di potere dell'epoca.
Voltaire scrisse lettere anche in altre lingue come inglese, spagnolo, latino e italiano. La base digitale Electronic enlightenment (EE) elenca 177 lettere scritte in italiano. Voltaire utilizzava l'italiano a prescindere dalla nazionalità del destinatario, come rivelano le lettere inviate a sua nipote, detta Madame Denis, o a Françoise Gabrielle Pauline, figlia di Émilie du Châtelet. «L'italiano sarebbe stata la lingua più atta a esprimere i sentimenti amorosi.» 

## L'epistolario italiano di Voltaire
L'epistolario di Voltaire con corrispondenti italiani si svolse in un arco cronologico che va dal 10 febbraio 1735 (lettera D842, del cardinale Giulio Alberoni a Voltaire) al 25 settembre 1777 (lettera D20815, Voltaire a Pietrantonio Petrini), e comprende in totale 520 lettere, di cui 379 missive e 141 risposte. Ad esempio, Voltaire scambiò 89 lettere con il commediografo Francesco Albergati Capacelli, 75 con l'illuminista Francesco Algarotti e 129 lettere con il suo ex segretario Cosimo Alessandro Collini.